# Eddie Chu
Eddie Chu Hoi-dick (en chino: 朱凱廸; Hong Kong. 29 de septiembre de 1977) es un activista social y político hongkonés. Miembro de Acción Local y fundador de la Liga de la Justicia de la Tierra, dos organizaciones involucradas en movimientos conservacionistas y medio ambientales, es conocido por sus acciones contra la demolición del muelle de transbordadores de Edinburgh Place, el muelle de la Reina en 2006 y 2007 y el pueblo de Choi Yuen Tsuen en 2009 y 2010. Fue elegido para el Consejo Legislativo de Hong Kong en las elecciones del Consejo Legislativo de Hong Kong de 2016 en los Nuevos Territorios Occidentales. Renunció al Consejo Legislativo el 28 de septiembre de 2020, citando que no serviría en una "legislatura designada" después de que Beijing extendiera los mandatos de los legisladores por un año.

## Activismo
Chu nació en Hong Kong en 1977 y su alma mater es la Universidad China de Hong Kong. Después de su graduación en 1999, estudió lengua persa en la Universidad de Teherán en Irán y trabajó como editor y reportero, cubriendo noticias en varios países de habla persa después de regresar a Hong Kong.
Entre 2006 y 2010 llevó a cabo numerosos actos de activismo social, entre los que destacan el liderazgo de la campaña contra la demolición del muelle de transbordadores de Edinburgh Place y la oposición al derribo de la aldea de Choi Yuen Tsuen para dejar pasó al Expreso Ferroviario Guangzhou-Shenzhen-Hong Kong (XRL), durante la cual se llegó a asediar el Edificio del Consejo Legislativo. También ayudó a los campesinos realojados a construir una nueva eco-aldea.

## Política
Participó como candidato en las elecciones rurales de 2011 y 2015 por la circunscripción de Pat Heung. A pesar de perder ambas, Chu aumentó los votos recibidos de 283 en 2011 a 1.482 en 2015.

### Consejero
En 2016, él y sus compañeros ideológicos Nathan Law, de Demosistō, y Lau Siu-lai, de Fundamentos para la Democracia, se presentaron a las elecciones del Consejo Legislativo, donde se postuló por los Nuevos Territorios Occidentales. Fue la candidatura más votada de las circunscripción geográfica al ganar 84.121 votos sin tener respaldo de partido, aventajando al primer finalista, Michael Tien del Nuevo Partido Popular por unos 13.000 votos.

#### Mandato como Consejero
En el Consejo Legislativo, Chu inicialmente se unió al caucus prodemocrático de 27 miembros con Nathan Law y Lau Siu-lai, pero pronto renunció al mismo. En las elecciones al Jefe Ejecutivo de 2017, apoyó al legislador Leung Kwok-hung de la Liga de socialdemócratas (LSD) para postularse para el Jefe Ejecutivo a través de una petición civil no oficial, a pesar de que los prodemócratas respaldaron al ex Secretario de Finanzas, John Tsang.

### Descalificación en las elecciones rurales
Eddie Chu, que fue uno de los dos miembros de su equipo que no consiguió cargo en las elecciones a los consejos distritales, esperaba presentarse a las elecciones rurales de 2018, pero fue descalificado como válido para cargo público por el organismo electoral.

### Elecciones locales
Para las elecciones a los consejos distritales de 2019, Chu organizó un partido ex professo, llamado Equipo Chu, que serviría para presentar a nueve candidatos a distintos consejos de distritos de los Nuevos Territorios. En las primeras elecciones, las de 2019, les fue bien, obteniendo el cargo 7 de los 9 candidatos. 

### Repetidas expulsiones
El Campo Pro-Democracia había conseguido detener mediante filibusterismo la ley del Himno Nacional desde octubre de 2019, pero la ley se consiguió aprobar en mayo de 2020. El 8 de mayo, durante una jornada llena de peleas e intentos de invasión del Consejo Legislativo, Chu intentó llegar a su escaño trepando el muro, pero fue detenido por guardias de seguridad.
El 18 de mayo, el diputado estuvo involucrado en otra pelea al intentar ser expulsado de la cámara del Consejo Legislativo.
El 28 de mayo, durante el segundo día de debates para la ley del Himno Nacional, Chu fue ordenado que dejase la cámara por parte del presidente Andrew Leung, como consecuencia de enseñar una placa que se juzgó como una «mofa» a la miembro de la cámara Starry Lee. La negativa de Chu ocasionó un primer retraso de una hora en el orden del día del Consejo Legislativo. Al final los guardias le expulsaron del edificio.
El 4 de junio, en un intento por interrumpir la tercera lectura de la ley del Himno Nacional, Chu y su colega Raymond Chan intentaron echar un líquido viscoso al presidente del Consejo Legislativo, Andrew Leung. Fueron detenidos antes de poder hacerlo y el líquido acabó en el suelo,, afectando a una lámpara de la zona. El 16 de junio, Leung informó de que Chu y Chan iban a ser multados con HK$ 100.000 (unos 11.250 €) cada uno por sus actos. 

### Arresto
Chu fue arrestado el 1 de noviembre de 2020 junto a otros 6 demócratas en conexión con la incursión violenta en el Consejo Legislativo del 8 de mayo de 2020. El 8 de diciembre del mismo año fue arrestado nuevamente por supuestamente organizar y participar en la marcha del 1 de julio de 2020.
El 6 de enero de 2021, Chu y otros 53 miembros del Campo Pro-Democracia fueron arrestados en nombre de la ley de Seguridad Nacional, concretamente por supuesta subversión. Todos fueron acusados de organizar y participar en unas elecciones primarias para la coalición en julio de 2020. Fue puesto bajo libertad con fianza al día siguiente.
El 20 de mayo de 2021, como consecuencia de los sucesos con la policía, anunció que disolvía el Equipo Chu de la circunscripción de los Nuevos Territorios Occidentales.
En octubre de 2021 fue nuevamente arrestado junto a otros miembros prodemocráticos y amenazado con una condena de seis meses de prisión.

## Vida personal
Chu se casó con su excolega Au Pui-fun de la industria de los medios en 2010. La pareja tiene una hija, Chu Puk-tsin (朱不遷), cuyo nombre personal significa literalmente "no reubicarse", en conmemoración de su activismo contra la reubicación de Choi Yuen Tsuen.